# Eta Leporis
Eta Leporis (η Leporis, förkortat Eta Lep, η  Lep) som är stjärnans Bayerbeteckning, är en ensam stjärna belägen i den nordöstra delen av stjärnbilden Haren. Den har en skenbar magnitud på 3,72 och är synlig för blotta ögat där ljusföroreningar ej förekommer. Baserat på parallaxmätning inom Hipparcosuppdraget på ca 67,2 mas, beräknas den befinna sig på ett avstånd på ca 49 ljusår (ca 15 parsek) från solen. 

## Egenskaper
Eta Leporis är en gulvit stjärna i huvudserien av spektralklass F2 V. Den har en massa som är ca 40 procent större än solens massa, en radie som är ca 50 procent större än solens och utsänder från dess fotosfär ca 6 gånger mera energi än solen vid en effektiv temperatur på ca 6 900 K.
Med IRS-instrumentet på Spitzer Space Telescope har överskott av infraröd strålning observerats från Eta Leporis, vilket kan härledas till en omslutande stoftskiva som sträcker sig från 1 till 16 astronomiska enheter från stjärnan.